# 北地大区
北地大区，为新西兰的一个大区，位于新西兰北岛北端。该大区总面积13,789平方公里，总人口154,700。行政中心位于法納雷。

## 地理
该大区位于北奥克兰半岛上，占其面积的80%。

## 行政区划
北地大区分为3个郡。
- 远北郡
- 凯帕拉郡
- 法納雷郡